# Biopalatset
Biopalatset var namnet på en rad så kallade multibiografer i Astoria Cinemas och Sandrew Metronomes ägo.

## Historia
Under Sandrews ledning byggdes tre biopalats i Sverige. 
Den första anläggningen låg vid Medborgarplatsen på Södermalm i Stockholm, och öppnades den 14 december 1991. Anläggningen hade vid öppnandet åtta salonger, men ytterligare två tillkom i augusti 1992.

Anläggning nummer två byggdes i Malmö, delvis i en tidigare nedlagd biografs lokaler. Anläggningen hade vid invigningen 8 december 1994 sex salonger med totalt 810 platser. 

Biopalatset i Göteborg blev den tredje anläggningen. Den invigdes 15 september 1995. 
Efter Sandrews sammanslagning med danska Metronome byggdes ett sista Biopalatset i Borlänge 2004. Biopalatsen övertogs av Astoria Cinemas 2005. Efter att det nya biografkedjan Astoria Cinemas hamnat i ekonomiska svårigheter sålde man hösten 2006 Biopalatset i Borlänge till Svenska Bio. Biopalatsen i Stockholm och Göteborg såldes under 2007 till SF Bio. I samband med Astorias konkurs i augusti 2007 stängdes Biopalatset i Malmö och blev därmed den första av Biopalatsen att läggas ned.